# Терма (Самотраки)
Терма, также Ферма (греч. Θέρμα) — деревня в Греции, на севере острова Самотраки в северной части Эгейского моря. Административно относится к общине Самотраки в периферийной единице Эврос в периферии Восточная Македония и Фракия. Расположена у подножья горы Фенгари, в 12 км к северо-востоку от административного центра острова, города Самотраки и в 15 км к северо-востоку от порта Камарьотиса. Население 106 человек по переписи 2011 года.
В деревне расположены сернистые лечебные геотермальные источники, давшие ей название. Из деревни начинаются маршруты на вершину Фенгари.

## Население
| Год  | Население, человек |
| ---- | ------------------ |
| 1991 | 65                 |
| 2001 | 73                 |
| 2011 | ↗ 106              |